# سكوت بريكينريدغ
سكوت بريكينريدغ (بالإنجليزية: Scott Breckinridge)‏ هو مبارز بالسيف أمريكي، ولد في 23 مايو 1882 في سان فرانسيسكو في الولايات المتحدة، وتوفي في 1 أغسطس 1941 في واشنطن العاصمة في الولايات المتحدة.

## وصلات خارجية
- سكوت بريكينريدغ على موقع أوليمبيديا (الإنجليزية)